# كفر يوبا (إربد)
كفر يوبا أكبر القرى في لواء  غرب  إربد وأكثرها سكانا، تقع قرية كفر يوبا في غرب إربد وتبعد عن وسط المدينة حوالي 3 كم. وفيها العديد من الشوارع أهمها شارع (إربد – كفريوبا) المعروف بشارع الستين الذي يعتبر المنفذ الرئيسي والشريان المغذي لألوية الكورة والطيبة الأغوار الشمالية، بعد استحداث طريق جديدة بدلا من طريق الغور القديم والمعروف بوادي الغفر او طريق اربد نابلس من اقدم طرق محافظة اربد .

## تاريخ
كفريوبا قرية من قرى إربد ذات أهمية كبيرة لا تقل عن باقي القرى أهمية، فكلمة كفر تعني مزرعة ويوبا اسم شخص.مساحة كفريوبا 12 كم²، وعدد سكانها 25,000. في القديم كانت كفريوبا عبارة عن غابة كبيرة كثيفة الأشجار وكثرت فيها جداول المياه والبرك وتم قطع الأشجار لغايات إستغلال الأراضي لزراعة الحبوب أو الأشجار المثمرة وخاصة الزيتون

### المنطقة الشمالية
من كفريوبا تسمى برد الماء (سميت بذلك لكثرة الماء فيها وبرودته)، وعثر على أثار لقصر فيها يعود للفترة الرومانية وهناك أثار لقناة ماء من تل الاشيعر لتصل إلى وادي الغفر (نقطة عسكرية مهمة زمن العثمانيين وإلى الآن هو نقطة عسكرية).والمنطقة الشماليه الغربية تسمى النحلة.

### المنطقة الجنوبية
تسمى الذهيبية، والمنطقة الوسطى تسمى الفطم، والمنطقة الغربية تضم مناطق السهلات والغوايب (أطلق عليها الناس هذا الاسم لوجود أثار لكنيسة ومقبرة كبيرة من باب الغياب عن الوعي)وقلاع الرأس وغيرها.

### المنطقة الشرقية
فتسمى الحمراء (لأن البيوت التي كانت فيها لون حجارتها أحمر وكانت أشبه بالقلاع، دمرت بفعل عوامل طبيعية).
كثرة البرك في كفريوبا؛ ومن هذه البرك بركة كفريوبا في الجهة الجنوبية الغربية من كفريوبا ينزل فيها درج وعمود حجري بالوسط كانت هذه البركة تخدم أهل التل (اسم منطقة)، وبركة الرشاد في الجهة الجنوبية الشرقية من كفريوبا تخدم أهل الخربة (هي بلد لكنه دمّر نتيجة كارثة طبيعية). طُمِرت هذه البرك لأن معظم الذين غرقوا فيها لم يجدوا لهم جثث لوجود سراديب في هذه البرك كانت تسحب الجثث وبقيت غامضة.
وفي الجهة الشرقية من كفر يوبا جبل أبو الزيته (سمي بذلك لكثرة الزيتون فيه) وعُثر على معاصر زيتون كانت عبارة عن جُرن حجري تمتد منه قناة حجرية توصل الزيت إلى الأوعية التي يوضع فيها. يوجد الكثير من المغارات في هذا الجبل ولكن وجد أن هذه المغارات هي عبارة عن مقابر.

## السكان والاقتصاد
بلدية كفر يوبا تقوم على توفير وتحسين الخدمات للقرية التي يبلغ عدد سكانها 25000 نسمة تقريبا، وتعتبر كفريوبا من القرى الأنشط زراعيا في إنتاج الزيتون. كما توجد فيها محلات تجارية كثيرة منها قديمة ومنها ما هو حديث.

### الآلات الزراعية ومصادر الطاقة
أهل القرى هم فلاحون بالأصل يعتمدون على الزراعة بالدرجة الأولى وقليلون الذين يعتمدون على التجارة هناك مزروعات شتوية (الحبوب) ومزروعات صيفية (الخضراوات والفواكه) وحالياً استعاضوا عن الزراعة الشتوية بزراعة الزيتون.
أما الآن فقد توقفت الزراعة كليا في كفريوبا بسبب تعدي المباني السكنية على الأراضي الزراعية حيث نجد ان الزراعة الوحيدة الباقية هي اشجار الزيتون الموجودة بين للمباني كما توقفت تربية المواشي والأبقار منذ أكثر من عشرين عامًا.
الآن كفر يوبا تطورت وأصبحت كبيرة فيها سوق كامل وكل شيء متواجد فيها واضح في هذه الصورة بعض ذلك.

## الخدمات

### التعليم
يوجد العديد من المدارس في لقرية التي كان لها بصمة على جبين كل طالب تخرج منها وأنشأت أفراد يفتخر ويتحذى بهم في هذا الوطن ومن أهم هذه المدارس:
مدرسة الزرنوجي الثانوية الشاملة للبنين
مدرسة كفريوبا الثانوية للبنات
مدرسة كفريوبا الأساسية للبنات
مدرسة كفريوبا الأساسية للبنين
مدرسة معاذ بن جبل النموذجية
مدرسة خديجه بنت خويلد الثانوية للبنات
مدرسة الأفق الأساسية
مدرسة زيد بن ثابت الابتدائية
مدرسة الأزهر الابتدائية
مدرسة براعم باب الواد الابتدائية
مدرسة خديجة أم المؤمنين الثانوية للبنات
مدرسة شرحبيل بن حسنة للبنين

### الصحة
يوجد في قرية كفريوبا مركز صحي كفريوبا الشامل وهو يغطي القرية صحيا ويعتبر من أهم المراكز فيها ويوجد أيضا بعض المراكز الصحية الخاصة بإضافة إلى بضع صيدليات موزعة في أنحاء كفر يوبا.

### أندية ونشاطات أخرى
منتدى كفر يوبا الثقافي ونادي كفريوبا لكرة السلة الذي حقق نجاحات كثيرة ومشهودة له واستطاع الوصول في عام 2010 إلى الدوري الأردني لكرة السلة/الدرجة الممتازة وحقق المركز الثاني وايضا المركز الثاني في كأس الأردن لكرة السلة، بجدارة واستحقاق، فاز أيضا بدوري الدرجة الأولى لكرة السلة مرتين.

## الثقافة

### الأكلات
لا تختلف اكلات سكان القرية عن اكلات أهل إربد الاصليين.

### الزي الشعبي
الزي الذي كانت تلبسه النساء بسيط جداً كان عبارة عن ثوب اسود ويضعن على رؤوسهن العرجة أو الحطة أو الشماغ ويلبسن في البرد الدامر فوق الثوب.
أما الزي الذي كان يلبسه الرجال كان عبارة عن مزنوك ويضع على رأسه الشماغ الأحمر أو الأزرق وبعضهم يضعون العباءة وفي البرد يرتدون الفروة.
قد استمر ارتداء هذه الازياء إلى بداية الثمانينات ثم بدأت النساء تلبس الجلابيب والحجاب العادي (الاشارب)
كما أن ازياء الرجال بدأت بالتحول تدريجيا من بداية الخمسينات نحو البنطلون والقميص حتى أصبحنا الآن نادرا ما نشاهد مزنوك أو عباءة ويرتديها ما تبقى من المعمرون التي تزيد اعمارهم عن ثمانين عاما.
حيث ساهمت وسائل الاعلام من تلفزيونات وغيرها وحمى الموضة في القضاء على الأزياء التراثية.

### المقاييس والمكاييل والهندسة القديمة
المقاييس التي كانت معروفة في القديم هي المد والصاع والميزان ذو الكفين.
كان أيضاً ما يعرف بالقبّان وهو ميزان لكيل الحنطة والشعير والعدس وغيرها (للأوزان الثقيلة).
أما الآن فأصبح بديلاً عن كل ذلك الموازين الإلكترونية وكان الناس يأخذون حبوب القمح ويطحنوها أو ما يعرف بسمد هذه الحبوب في مكان يسمى البابور.
الهندسة القديمة: كانت البيوت والدكاكين تبنى بشكل جميل جداً وبسيط في نفس الوقت كانوا يبنونها من حجارة ويضعون عليها الطين (التراب والتبن) والشبابيك على شكل أقواس والأسقف على شكل قناطر إما قناطر خشب أو قصب وجسر حديد وشومل (تراب أسود مع تبن) والأبواب من خشب والأرضية من طين. كانت بيوتهم عبارة عن غرف متفرقة يجمع بينها ما يسمى حوش البيت في إحدى نواحي الحوش فرن الطابون (هو فرن في الأرض مصنوع من تراب اسمه حزريا وشوفة وعشبة الطرّيش.أما الماء يوضع في جرة وسط حوش البيت تسمى الخابية سميت بذلك لأنها تخبأ الماء من أشعة الشمس وغيرها فتبقى باردة وكانوا يضعون الخبز الذي يصنعونه بأنفسهم في طباقة الخبز ويعلقون اللحم على الأشجار ليلاً ليبقى بارداًُ فلا يفسد وأكثر طعامهم من اللبن والشنينة (اللبن المخضوض) والزبدة والسمنة البلدية التي تصنعها النساء ورغم أن النساء تصنع كل شيء في البيت إلا أنهن يعملن بالإضافة لعملهن داخل البيوت خارجها في الزراعة والحراثة ورعاية المواشي من أبقار وأغنام وماعز وأحياناً الجمال ورغم كل التعب والمشقة فإن النساء تتزوج وينجبن أطفالاً وتتباهى النساء فيما بينهن بعدد أولاد كل واحدة منهن ومن الأكثر انجاباً للذكور وحتى الزمن القريب الماضي مع الأسف كان وأد البنات سائداً بين الناس لقلة الوعي ظانين أن البنات تأتي معهن المتاعب.

### العادات والتقاليد
في الأعراس كان كبار ووجهاء البلد يذهبون في جاهة العروس ويقرئون الفاتحة ويحددون الفيد وهو المقدم والمؤخر.. وبعد ذلك للأهل حرية العقد (كتب الكتاب) وكان شرط أن يوقع المختار على عقد القران. قبل الزفاف يسهر الناس للغناء مدة ثلاث أيام متتالية وآخر ليلة يحنون العريس وفي يوم الزفاف يصنع أهل العريس الطعام (إقرة) ويبعثون الطعام لكل مختار في البلد ليطعم عشيرته بمضافته. ويأتي أصدقاء العريس ويحموه وتبقى النساء في الخارج تروّد وبعد ذلك يُزف العريس في البلد وينقلوه إلى بيته على الحصان والعروس ينقلونها على الحصان أما إذا كانت العروس من بلده بعيدة ينقلونها على الهودج (الجمال). وبعد الزواج بعدة أيام تُقدّم عباءة الخال (نقوط أهل العروس؛ أعمامها وأخوالها) للعروس إما تكون نقدية أو هدية فيّمة.
كان لكل عشيرة مختار ينتخبه الناس وتقر به الحكومة بعد ذلك مختاراً عليهم يعرضون قضاياهم عليه وهو بدوره يبعثها للجهة المختصة لحل أمورهم، وكان بيت المختار مفتوحاً للناس يسهرون عنده من بعد صلاة العشاء حتى وقت متأخر من الليل وعند تجميع الضرائب (التحصيلة) كان الناس يجتمعون عند المختار الذي يستضيف بدوره الشخص الذي يجمع الضرائب ويدفعون ما عليهم من ضرائب. عدا عن ذلك للمختار ختم يجب أن يختم على كل ورقة رسمية (تحتاج لموافقة المختار).
أما بالنسبة للعزاء كان عند موت أحدهم يحزن عليه كل أهل البلد وكل أهل القرية كانوا يصلون على الميت ويدفنوه ولا يقاطعون أهل الميت على الأقل لبعض الأسابيع الأولى من وفاته، وكانت النساء لا تغسل أو تبيض الملابس والملاحف والفرش عند موت أحد بسبب معتقدات كانت سائدة بين الناس ومن هذه المعتقدات أيضاً عدم نشر ملابس الطفل الرضيع تحت النجوم (في الليل).
وكان الرجال يحملون السلاح والخناجر أينما ذهبوا.

## التراث الإسلامي والأماكن الأثرية والسياحية
يعد فن العمارة من أهم الفنون الإسلامية وقد تمثل في العديد من المباني التي أقامها المسلمون لاستخداماتهم المختلفة من ضمنها المساجد (الجوامع): إن أول مسجد بني في كفريوبا هو مسجد خالد بن الوليد أسس في سنة 129هجري منذ خلافة عمر بن عبد العزيز تميز ببساطة البناء حيث بني من الحجر والطين (تراب وتبن)، وسقفه قصيب وبابه خشب. جدد بناءه سنة 141 هجري وجدد للمرة الثانية في بداية عهد الملك الحسين بن طلال سنة 1953 ميلادي قام بتجديده الشيخ محمود سليمان البصول وحوله من قصب إلى عقود (قناطر). وكانت المرة الأخيرة سنة 2003/2004 ميلادي التي جدد فيها المسجد وتم تعديل القبلة فيه حيث كانت القبلة محددة قديماً حسب ضوء الشمس أما الآن فالقبلة حددت حسب البوصلة على يد السيد أيمن محمود علي البطاينة وحوله من قناطر إلى صبة باطون ولبّس بحجر. يوجد تحت المسجد مغارة كبيرة جداً كانت مكان لاختباء الناس في الحروب أما حالياً فقد انهارت.

### التصاريف
تقف بشكل عجيب ويقال أنها أبراج مراقبة أو مقابر منذ الحكم الروماني وجد فيها الكثير من الذهب.
تل الاشيعر: تل صناعي بني في العصر الحديدي في سنة 3000 قبل الميلاد وهو شبيه بتل في بيت رأس والحصن ويعتقد أن فيه طرق وسراديب توصل إلى بحيرة طبريا في فلسطين، ويعتقد أن هذه التلال هي مراكز تجمعات للناس أو قصور.